# Manifiesto Lo primero es lo primero (1964)
The First Things First Manifesto (El Manifiesto Lo primero es lo primero) fue escrito el 29 de noviembre de 1963 y publicado en 1964 por Ken Garland. Este documento causó un considerable revuelo en su época. Fue apoyado por más de cuatrocientos diseñadores gráficos y artistas, y además recibió el respaldo de Tony Benn, que lo publicó en el periódico británico The Guardian.
Reaccionando contra la opulencia de la Gran Bretaña de los años sesenta, buscaba radicalizar el diseño, que se había vuelto vago y acrítico. A partir de las ideas de la Teoría crítica y la Escuela de Fráncfort, así como las de la contracultura de la época, afirmaba que el diseño no es un proceso neutral, carente de valor. Atacaba a la cultura consumista que sólo se interesaba por comprar y vender cosas, y reivindicaba la dimensión humanista del diseño gráfico. Fue puesto al día por un nuevo grupo de diseñadores en el año 2000: Manifiesto Lo primero es lo primero (2000).